# Jan Vindevogele
Jan Vindevogele (? - Ooike, 1652) was een slachtoffer van de heksenvervolging in Europa. Op 29 juli 1652 'ontmaskerde' het gerecht hem als weerwolf en heksenkapitein.
Jan Vindevogele werd gewurgd, in brand gestoken en op een rad tentoongesteld.